# فرودگاه اد-دابباه
فرودگاه اد-دابباه (به انگلیسی: Ad-Dabbah Airport) یک فرودگاه همگانی با کد یاتا AAD است . این فرودگاه در کشور سودان قرار دارد .